# 绢毛山莓草
绢毛山莓草（学名：Sibbaldia sericea）为蔷薇科山莓草属的植物。分布于蒙古以及中国大陆的内蒙自等地，生长于海拔600米至1,200米的地区，常生长在山坡以及荒漠草原，目前尚未由人工引种栽培。